# Terra mia (Gianni Celeste)
Terra mia è il settantaduesimo album del cantante siciliano Gianni Celeste, cantato in lingua napoletana, pubblicato nel 2010.

## Tracce
1. Paraviso n'terra
2. Na femmena
3. Terra mia
4. Tiempo
5. Divinità
6. Palcuscenico rà vita
7. Bambulè
8. A mità